# Sammy Hagar & Friends
Sammy Hagar & Friends ist ein 2013 veröffentlichtes Musikalbum des US-amerikanischen Gitarristen und Sängers Sammy Hagar.
Es wurde zum Anlass seines 40. Bühnenjubiläums aufgenommen und herausgebracht und mit zahlreichen Gastmusikern aufgenommen.

## Hintergrund
Sammy Hagar feiert seinen Geburtstag jährlich mit einer mehrtägigen Party in seinem eigenen Club, der Cabo Wabo Cantina. Üblicherweise tritt er in dieser Zeit mit zahlreichen befreundeten Musikern auf. Daraus entstand die Idee, mit befreundeten Musikern zahlreicher Stilrichtungen ein Album aufzunehmen. Neben neu geschriebenen Titeln, die unter anderem aus der Feder von Rival-Sons-Sänger Jay Buchanan und von Hagar selbst stammen, nahmen die Musiker auch zahlreiche Coverversionen bekannter Songs anderer Künstler auf. Neben Jimmy Buffets Margaritaville fanden auch der Depeche-Mode-Titel Personal Jesus, Bob Segers Ramblin’ Gamblin’ Man und Don Nix’ Going Down ihren Weg auf das Album.
Bei den Aufnahmen wurden Hagar durch seine „Hausband“, die Waboritas (Mona Gnader, Vic Johnson und David Lauser) unterstützt, außerdem beteiligten sich die Mitglieder von Chickenfoot (Joe Satriani, Chad Smith und Michael Anthony) sowie Neal Schon, Nancy Wilson (Heart), Toby Keith, Taj Mahal, Kid Rock und Ronnie Dunn (Brooks & Dunn) an den Aufnahmen. Für das Lied Not Going Down spielte Hagar wieder mit Bill Church und Denny Carmassi zusammen, die zur Band Montrose gehörten, in der Hagar seine Karriere als Sänger begonnen hatte.

## Titelliste
1. 2:30 Winding Down, feat. Taj Mahal; (Sammy Hagar)
2. 4:57 Not Going Down, feat. Bill Church & Denny Carmassi; (Jay Buchanan)
3. 4:50 Personal Jesus, feat. Neal Schon, Michael Anthony & Chad Smith; (Martin Gore)
4. 3:41 Father Sun (Sammy Hagar)
5. 2:17 Knockdown Dragout, feat. Kid Rock, Joe Satriani & Denny Carmassi; (Dennis Hill, Ken Livingston, Kyle Homme, Stephen Garvy, Kevin Baldes, Sammy Hagar)
6. 2:36 Ramblin' Gamblin' Man (Bob Seger)
7. 3:21 Bad on Fords and Chevrolets, feat. Ronnie Dunn; (Ronnie Dunn, Ray Wylie Hubbard)
8. 4:53 Margaritaville, feat. Toby Keith; (Jimmy Buffett)
9. 2:43 All We Need is an Island, feat. Nancy Wilson & Mickey Hart; (Sammy Hagar)
10. 4:26 Going Down (Live in Studio-Take 1), feat. Neal Schon, Michael Anthony & Chad Smith; (Don Nix)
11. 5:35 Space Station #5 (Live from Ronnie Montrose Tribute Concert - Bonus-Track), feat. Bill Church, Denny Carmassi & Joe Satriani; (Sammy Hagar, Ronnie Montrose)

## Rezeption
Das Magazin Rocks schrieb, das Album stecke „voller Überraschungen, sprich: Blues, Sound und Americana.“ All We Need is an Island oder Winding Down verströmten einen unerwarteten Hippie-Flair. Hagar kenne „keine Berührungsängste, ob mit Country-Star Toby Keith oder Proll-Rocker Kid Rock,“ er wage sich „selbst an Depeche Modes Personal Jesus.“ Die sei „eine gewagte Version,“ die „am Schluss mit Going Down wieder wettgemacht“ werde.